# Waldbronn
Waldbronn település Németországban, azon belül Baden-Württembergben. Lakosainak száma 13 454 fő (2023. december 31.). Waldbronn Ettlingen és Karlsruhe községekkel határos.

## Népesség
A település népessége az elmúlt években az alábbi módon változott:
| Lakosok száma | 6412 | 7539 | 9966 | 11 944 | 12 202 | 12 657 | 12 338 | 12 340 | 12 156 | 13 454 |
|               | 1961 | 1967 | 1974 | 1980   | 1987   | 1993   | 2000   | 2006   | 2013   | 2023   |